# Orocrambus simplex
Orocrambus simplex là một loài bướm đêm trong họ Crambidae.